# Machiavellische Intelligenz
Als Machiavellische Intelligenz wird in der Intelligenzforschung und Verhaltensbiologie die Fähigkeit eines Lebewesens bezeichnet, sich in einer sozialen Gruppe erfolgreich mit anderen Gruppenmitgliedern auseinanderzusetzen. Der Begriff bezieht sich auf das 1513 von Niccolò Machiavelli verfasste Werk zur Theorie des politischen Handelns Der Fürst.

## Entwicklung
Der Primatenforscher Nicholas Humphrey stellte 1976 die Hypothese auf, dass sich die höheren intellektuellen Fähigkeiten der Primaten nicht durch die Anpassung an die Natur, sondern durch die Anpassung an die Fährnisse des sozialen Lebens entwickelt haben. Dies führe dazu, dass Menschen und andere Primaten Formen des Denkens, die zunächst für die Lösung sozialer Probleme geeignet sind, auch auf andere Gebiete und sogar die unbelebte Natur anwenden.
Der Verhaltensforscher Frans de Waal übertrug 1982 die politischen Theorien Machiavellis zur Regierung eines Staates auf soziale Gruppen von Menschen und Menschenaffen einschließlich der Familie. Nach seiner Ansicht bestätigten sich ganze Passagen aus Machiavellis Werk aufgrund seiner Beobachtungen des Verhaltens von Gruppen von Schimpansen. De Waal betrachtet Tiere in sozialen Verbänden in ihrer Beziehung zu potenziellen Sexualpartnern, Konkurrenten, Verbündeten und Feinden. Die Orientierung und Interaktion in so einem komplizierten Netz von Beziehungen erfordere eine hohe Hirnleistung, die jene von Einzelgängern übersteige. Schimpansen und Bonobos könnten sich in die Gefühle anderer Individuen hineinversetzen, heucheln, täuschen und lügen. Solche Fähigkeiten werden mit einem Vorteil bei der Chance zur Fortpflanzung erklärt.
Vertreter der These einer Machiavellischen Intelligenz erachten die Anforderungen bei der Auseinandersetzung mit der Natur, wie zum Beispiel den Schutz vor Raubtieren und die Nahrungssuche, als Probleme, die einen bestimmten, aber auch nur begrenzten kognitiven Anspruch stellen. Hingegen sei der treibende Motor bei der Entwicklung der höheren intellektuellen Fähigkeiten die Konkurrenz innerhalb der sozialen Gruppe. Damit wird erklärt, dass beim Vergleich über die verschiedenen Arten der Halbaffen und Primaten der durchschnittliche prozentuale Anteil des Neocortex am gesamten Gehirn eines Individuums mit der Anzahl der Mitglieder der sozialen Gruppe wächst, in der es lebt.
Zurzeit ist unbekannt, ob die Anpassung an technische oder an soziale Herausforderungen eine größere Bedeutung für die Entwicklung der Intelligenz des Menschen besitzt.